# Carlos Ramírez (BMX'er)
Carlos Alberto Ramírez Yepes (Medellín, 12 maart 1994) is een Colombiaans BMX'er. Zijn grootste succes waren het winnen van een bronzen medaille tijdens de Olympische Spelen in 2016 en 2021.

## Levensloop
Ramírez ging op vijfjarige leeftijd BMX'en. Op zijn achtste werd hij wereldkampioen in zijn leeftijdsklasse. Tien jaar later volgde de wereldtitel bij de junioren. In 2016 behaalde Ramírez voor de eerste keer het podium in een wereldbekerwedstrijd. Datzelfde jaar behaalde hij brons bij de Olympische Spelen in Rio de Janeiro.
In de jaren na Rio bleven grote internationale successen uit. Dat verhinderde Ramírez er niet van om tijdens de Olympische Spelen van 2021 in Tokio wederom met een bronzen medaille op het podium te staan. Een paar maanden later behaalde hij zijn eerste - en enige - wereldbekeroverwinning in het Turkse Sakarya. In dat jaar eindigde hij als tweede in het eindklassement van de wereldbeker. In de jaren daarna eindigde hij consequent in de top-tien van het wereldbekerklassement. Tijdens de Olympische Spelen in 2024 in Parijs strandde Ramírez in de eerste ronde.